# Emoia lawesi
Emoia lawesi är en ödleart som beskrevs av  Günther 1874. Emoia lawesi ingår i släktet Emoia och familjen skinkar. IUCN kategoriserar arten globalt som starkt hotad. Inga underarter finns listade i Catalogue of Life.